# 栁澤健
栁澤 健（やなぎさわ けん、1948年 - ）は、日本の理学療法士、保健学者（運動療法学・物理療法学・運動学・電気生理学・PNF）。学位は博士（医学）（昭和大学・1994年）。高知リハビリテーション専門職大学リハビリテーション学部副学部長・教授、首都大学東京名誉教授。姓の「栁」は「柳」の俗字、「澤」は「沢」の旧字体のため、柳澤 健（やなぎさわ けん）、栁沢 健（やなぎさわ けん）、柳沢 健（やなぎさわ けん）とも表記される。
東京都養育院附属病院理学療法士、国立療養所東京病院附属リハビリテーション学院教官、東京都立医療技術短期大学理学療法学科教授、東京都立保健科学大学保健科学部教授、首都大学東京健康福祉学部教授、城西国際大学福祉総合学部教授などを歴任した。

## 概要
運動療法学、物理療法学、運動学、電気生理学、PNFを専攻する保健学者である。PNF研究では世界最先端とされる日本において、PNFの実証・研究に継続的に取り組んだことで知られている。主宰する研究室はPNFを含めた理学療法教育を展開したことで知られており、日本のリハビリテーションにPNFを根付かせた立役者の一人である。東京都養育院附属病院にて理学療法士として勤務したのち、国立療養所東京病院附属リハビリテーション学院、東京都立医療技術短期大学、東京都立保健科学大学、首都大学東京、城西国際大学、高知リハビリテーション専門職大学などで教鞭を執った。

## 来歴

### 生い立ち
1948年、東京都中央区に生まれた。東京都立府中リハビリテーション学院理学療法学科に進学し、1972年に卒業した。
1977年、東京都養育院に採用され、附属病院にて理学療法士として勤務した。1978年、厚生省の附属機関である国立療養所東京病院（現：国立病院機構東京病院）に採用され、厚生技官として附属リハビリテーション学院の教官を専任で務めた。さらに東京理科大学にも進学しており、理学部二部の物理学科にて学んだ。1980年、東京理科大学を卒業し、理学士の称号を取得した。
その後、アメリカ合衆国に渡り、ロングアイランド大学の大学院に進学し、ヘルスサイエンス研究科の理学療法学専攻にて学んだ。1982年、ロングアイランド大学の修士課程を修了し、Master of Scienceの学位を取得する。

### 保健学者として
1988年、母校である東京都立府中リハビリテーション学院の流れを汲む東京都立医療技術短期大学に採用され、理学療法学科の助教授として着任した。それと並行し、昭和大学の大学院にて医学研究科の特別研究生となった。医学研究科においては解剖学教室に在籍しており、博士論文として「ヒト末梢神経軸索の形態学的加齢変化――深腓骨神経」を執筆した。1994年に昭和大学の大学院の特別研究生を修了し、博士（医学）の学位を取得した。1995年、東京都立医療技術短期大学において理学療法学科の教授に昇任した。1995年から2003年まで厚生省（2001年からは厚生労働省）にて理学療法士・作業療法士国家試験委員を務めた。1997年から2000年にかけては、日本学術会議の推薦人であった。
1998年、東京都立医療技術短期大学の後継である東京都立保健科学大学にて保健科学部の教授に就任した。同時に保健科学部の理学療法学科にて学科長を兼務した。2002年からは、大学院の保健科学研究科の教授を兼務した。保健科学研究科においては、主として理学療法学専攻の講義を担当した。2000年から2003年まで厚生省・厚生労働省にて医道審議会の専門委員を務めた。また、2003年から2009年にかけては日本理学療法士協会の理事を兼任していた。
2006年、東京都立保健科学大学の統合により、首都大学東京健康福祉学部の教授に就任するとともに、理学療法学科長となった。さらに、大学院の人間健康科学研究科の教授も兼務し、人間健康科学研究科の理学療法学域にて学域長を兼務した。退職後、これまでの功績に対して、首都大学東京より名誉教授の称号が2013年に授与された。なお、首都大学東京が東京都立大学に改組されて以降は、東京都立大学の名誉教授として遇されている。
その後は2015年より東北福祉大学にて大学院の特任教授として教鞭を執り、2016年、城西国際大学福祉総合学部の教授に就任した。なお、2019年まで福祉総合学部の理学療法学科で学科長を兼務していた。
2020年、高知リハビリテーション専門職大学リハビリテーション学部の教授に就任し、リハビリテーション学部の副学部長となった。主としてリハビリテーション学科で理学療法学専攻の講義を担当する。なお、高知リハビリテーション専門職大学の前身である高知リハビリテーション学院においては、40年以上にわたって講師を非常勤で務めていた。

## 研究
専門は保健学であり、運動療法学、物理療法学、運動学、電気生理学、PNFといった分野の研究に従事していた。神経筋促通法の研究で知られ、2004年から2014年にかけて日本PNF学会の理事長を務めた。アドラーやベッカーズの『PNFハンドブック』の邦訳なども手掛けている。PNFはアメリカ合衆国で開発された運動療法であり、同国では臨床や教育でさかんに用いられるものの、研究はあまりなされていなかった。一方、日本はPNFの研究で世界最先端とされており、特に栁澤が所属した首都大学東京はPNFの実証や研究に継続的に取り組む唯一の教育・研究機関として知られるまでになった。継続的なPNFの実証や研究に加えて、充実したPNF教育を含む理学療法教育を展開していたのは、栁澤の主宰する研究室が唯一であった。いわゆる「根拠に基づく医療」に対応すべく根拠に基づく理学療法の構築を目指していた。これまでの業績に対しては、2004年に日本理学療法士協会賞が授与されている。また、2005年には厚生労働大臣賞が授与されている。
学術団体としては、日本理学療法学会、日本リハビリテーション医学会、日本体力医学会、日本理学療法科学学会、日本PNF学会などに所属していた。1993年から1997年には日本物理療法研究会の会長を務めた。1993年の日本物理療法研究会大会の大会長を務め、1995年には日本理学療法学術大会準備委員会の委員長を務めた。2009年の日本理学療法学術大会では大会長を務めた。

## 人物
東京都中央区日本橋で生まれ育ち、江戸っ子としては5代目にあたるという。40年以上にわたって高知リハビリテーション学院の講師を非常勤で務めており、坂本龍馬のファンでもあることから、高知県は第二の故郷であると述べている。

## 略歴
- 1948年 - 誕生[5]。
- 1972年 - 東京都立府中リハビリテーション学院理学療法学科卒業[4]。
- 1977年 - 東京都養育院附属病院理学療法士[4]。
- 1978年 - 国立療養所東京病院附属リハビリテーション学院教官[4]。
- 1980年 - 東京理科大学理学部二部卒業[4]。
- 1982年 - ロングアイランド大学大学院ヘルスサイエンス研究科修士課程修了[4]。
- 1988年 - 東京都立医療技術短期大学理学療法学科助教授[4]。
- 1993年 - 日本物理療法研究会会長[4]。
- 1993年 - 日本物理療法研究会大会大会長[4]。
- 1994年 - 昭和大学大学院医学研究科特別研究生修了[4]。
- 1995年 - 東京都立医療技術短期大学理学療法学科教授[4]。
- 1995年 - 厚生省理学療法士・作業療法士国家試験委員[4]。
- 1995年 - 日本理学療法学術大会準備委員会委員長[4]。
- 1998年 - 東京都立保健科学大学保健科学部教授[4]。
- 1998年 - 東京都立保健科学大学保健科学部理学療法学科学科長[4]。
- 2000年 - 厚生省医道審議会専門委員[4]。
- 2001年 - 厚生労働省理学療法士・作業療法士国家試験委員[4]。
- 2001年 - 厚生労働省医道審議会専門委員[4]。
- 2002年 - 東京都立保健科学大学大学院保健科学研究科教授[4]。
- 2003年 - 日本理学療法士協会理事[4]。
- 2004年 - 日本PNF学会理事長[4]。
- 2006年 - 首都大学東京健康福祉学部教授[4]。
- 2006年 - 首都大学東京健康福祉学部理学療法学科学科長[4]。
- 2006年 - 首都大学東京大学院人間健康科学研究科教授[4]。
- 2006年 - 首都大学東京大学院人間健康科学研究科理学療法学域学域長[4]。
- 2009年 - 日本理学療法学術大会大会長[4]。
- 2013年 - 首都大学東京名誉教授[4]。
- 2015年 - 東北福祉大学大学院特任教授[4]。
- 2016年 - 城西国際大学福祉総合学部教授[4]。
- 2016年 - 城西国際大学福祉総合学部理学療法学科学科長[4]。
- 2020年 - 高知リハビリテーション専門職大学リハビリテーション学部教授[4]。
- 2020年 - 高知リハビリテーション専門職大学リハビリテーション学部副学部長[4]。

## 賞歴
- 2004年 - 日本理学療法士協会賞[4]。
- 2005年 - 厚生労働大臣賞[4]。

## 著作

### 編纂
- 細田多穂・柳澤健編『理学療法ハンドブック』1巻、改訂4版、協同医書出版社、2010年。ISBN 978-4-7639-1056-1
- 細田多穂・柳澤健編『理学療法ハンドブック』2巻、改訂4版、協同医書出版社、2010年。ISBN 978-4-7639-1057-8
- 細田多穂・柳澤健編『理学療法ハンドブック』3巻、改訂4版、協同医書出版社、2010年。ISBN 978-4-7639-1058-5
- 細田多穂・柳澤健編『理学療法ハンドブック』4巻、改訂4版、協同医書出版社、2010年。ISBN 978-4-7639-1059-2

### 翻訳
- S. S. Adler・D. Beckers・M. Buck著、柳澤健・中島榮一郎・高橋護訳『PNFハンドブック』3版、丸善出版、2012年。ISBN 978-4-621-06149-7